# Hakim Warrick
Hakim Hanif Warrick (Filadelfia, Pensilvania, 8 de julio de 1982) es un jugador de baloncesto estadounidense que actualmente se encuentra sin equipo. Con 2,06 metros de altura, juega en la posición de ala-pívot o pívot.

## Carrera

### Universidad
Después de pasar 2 años en el Wynnewood, Pensilvania, Hakim Warrick saltó a la Universidad de Syracuse, donde se ganó el apodo de "Hak". Los oranges recurrieron a Warrick como último recurso tras recibir la negativa de Jim Boeheim, logró alzarse como campeón de la NCAA. Aquel equipo, además de Warrick, contaba con jugadores de la talla de Carmelo Anthony y Gerry McNamara. Ese es, hasta la fecha, su único título de la NCAA, al margen de los campeonatos nacionales conseguidos a principios del siglo XX. Warrick tuvo una importancia decisiva en la final frente a Kansas taponando a 1.5 segundos del final el triple de Michael Lee. Merced a su envergadura, Hakim también se ganó el sobrenombre de "Helicopter." Acabó el año promediando 14.8 puntos y 8.5 rebotes y logrando el galardón de jugador más mejorado.
Para la 2003-04 el equipo perdió a su máximo estrella, Carmelo Anthony, que partió rumbo a la NBA, por lo que Warrick tuvo que hacerse con las riendas del equipo. Aquel año se alcanzaron las semifinales regionales donde perdieron ante Alabama, quedándose a dos pasos de la Final Four. Hakim firmó unos imponentes 19.8 puntos y 8.5 rebotes y fue incluido en el mejor quinteto de la  Big East.
En su temporada sénior, la 2004-05, el equipo quería volver a aspirar al título, sin embargo, cayeron en 1.ª ronda frente a Vermont (13 cabeza de serie) después de una prórroga por 60-57. Sus 21,4 puntos y 8,6 rebotes le valieron para ser elegido jugador del año en la Big East y ser incluido en el mejor quinteto de dicha conferencia, junto a su compañero de equipo McNamara.
Durante su carrera de 4 años promedió 15,4 puntos y 7,6 rebotes consagrándose como un especialista en el arte del mate, un jugador muy eléctrico y con muy buenos movimientos al poste. Para el recuerdo quedan mates como el que firmó frente a Notre Dame en su año sénior, donde saltó desde 1.83 metros de distancia al aro, u otro sobre Royal Ivey en la Final Four frente a Texas. Hasta marzo de 2006 era el cuarto máximo anotador y reboteador de Syracuse, pero fue superado en anotación por su excompañero de equipo, Gerry McNamara.

### NBA
Warrick despertó muy buenas perspectivas en el draft de 2005, pero no entraba en la quiniela del top 10, debía mejorar su juego de cara al aro y pese a ser un jugador muy atlético eran muchos los que coincidían que no tenía una posición muy definida en la liga. Falto de tiro y de juego cara al aro para el puesto de 3 y algo pequeño y frágil físicamente para el puesto de 4.
Hakim fue elegido por Memphis Grizzlies en el puesto 19 del draft de 2005. En su primera temporada en la liga apenas dispuso de minutos (poco más de 10) y acabó promediando 4.1 puntos y 2.1 rebotes. Además, fue uno de los participantes del concurso de mates, donde acabó tercero por detrás del campeón Nate Robinson y Andre Iguodala.
En su año sophomore empezó jugando de titular debido a la lesión de la estrella y pívot titular Pau Gasol. Se marcó un primer mes de competición fantástico, con 15.7 puntos y 6.1 rebotes. Tras la recuperación de Pau perdió algo de protagonismo, pero volvió a sus números del inicio en el último mes de liga, donde firmó 15.3 puntos y 7.8 rebotes. Sus promedios al acabar la 2006-07 fueron de 12.7 puntos y 5.1 rebotes.
El 31 de julio de 2009 fichó por Milwaukee Bucks. El 18 de febrero de 2010 fue traspasado a los Chicago Bulls.
El 18 de febrero de 2010, Warrick fue traspasado a Chicago Bulls junto con Joe Alexander a cambio de John Salmons.
El 8 de julio de 2010, Warrick firmó un contrato de cuatro años con Phoenix Suns. Poco después, fue traspasado a los Hornets de New Orleans.
Comienza la temporada 2012-2013 en New Orleans Hornets, pero el 13 de noviembre es traspasado a los Charlotte Bobcats. A cambio New Orleans recibía al escolta Matt Carroll.
El 21 de febrero de 2013 fue enviado a los Orlando Magic a cambio de Josh McRoberts, pero es cortado por Orlando de manera casi inmediata.
[actualizar]

## Estadísticas de su carrera en la NBA

### Temporada regular
| Año     | Equipo    | PJ  | PT  | MPP  | %TC  | %3P  | %TL  | RPP | APP | ROB | TPP | PPP  |
| ------- | --------- | --- | --- | ---- | ---- | ---- | ---- | --- | --- | --- | --- | ---- |
| 2005-06 | Memphis   | 68  | 2   | 10.6 | .443 | .000 | .661 | 2.1 | .4  | .2  | .3  | 4.1  |
| 2006-07 | Memphis   | 82  | 43  | 26.2 | .524 | .000 | .771 | 5.1 | .9  | .5  | .4  | 12.7 |
| 2007-08 | Memphis   | 75  | 30  | 23.4 | .502 | .271 | .704 | 4.7 | .7  | .5  | .4  | 11.4 |
| 2008-09 | Memphis   | 82  | 7   | 24.7 | .491 | .217 | .711 | 5.0 | .8  | .6  | .5  | 11.6 |
| 2009-10 | Milwaukee | 48  | 6   | 21.3 | .481 | .167 | .727 | 4.4 | .7  | .4  | .2  | 10.2 |
| 2009-10 | Chicago   | 28  | 0   | 19.0 | .483 | .000 | .755 | 3.6 | .6  | .2  | .3  | 8.7  |
| 2010-11 | Phoenix   | 80  | 6   | 17.7 | .511 | .091 | .721 | 3.7 | .9  | .4  | .1  | 8.4  |
| 2011-12 | Phoenix   | 35  | 0   | 14.4 | .411 | .100 | .768 | 2.6 | .9  | .2  | .1  | 6.4  |
| 2012-13 | Charlotte | 27  | 14  | 17.9 | .405 | .000 | .674 | 3.3 | .9  | .4  | .2  | 7.0  |
| Total   | Total     | 526 | 108 | 20.2 | .490 | .191 | .726 | 4.0 | .8  | .4  | .3  | 9.4  |

### Playoffs
| Año   | Equipo  | PJ | PT | MPP  | %TC  | %3P  | %TL  | RPP | APP | ROB | TPP | PPP |
| ----- | ------- | -- | -- | ---- | ---- | ---- | ---- | --- | --- | --- | --- | --- |
| 2006  | Memphis | 3  | 1  | 14.3 | .250 | .000 | .857 | 2.3 | .0  | .3  | .0  | 6.7 |
| 2010  | Chicago | 3  | 0  | 10.3 | .182 | .000 | .833 | 1.7 | .0  | .0  | .0  | 3.0 |
| Total | Total   | 6  | 1  | 12.2 | .222 | .000 | .850 | 2.0 | .0  | .2  | .0  | 4.8 |

## Vida personal
Hijo de Kenneth Nichols y Queen Warrick. Tiene dos hermanos, Bill y Tyrell, y una hermana, Ciera.